# Buchenavia discolor
Buchenavia discolor là một loài thực vật có hoa trong họ Trâm bầu. Loài này được Diels mô tả khoa học đầu tiên năm 1906 publ. 1907.